# Chileense presidentsverkiezingen 1881
De Chileense presidentsverkiezingen van 1881 vonden op 15 juni van dat jaar plaats. De verkiezingen werden gewonnen door de kandidaat van de Partido Liberal, Domingo Santa María. Manuel Baquedano, die gesteund werd door de Partido Conservador en een aantal liberalen die gekant waren tegen de kandidatuur van Santa María had zich enkele dagen voor de verkiezingen teruggetrokken omdat de Partido Nacional zijn kandidatuur weigerde te steunen. Uiteindelijk kreeg Baquedano toch nog 12 kiesmannen achter zich. 
| Kandidaat | Kandidaat | Kandidaat           | Partij | Partij                          | Stemmen | Percentage |
| --------- | --------- | ------------------- | ------ | ------------------------------- | ------- | ---------- |
|           |           | Domingo Santa María |        | Alianza Liberal/Partido Liberal | 293     | 95,51%     |
|           |           | Manuel Baquedano    |        | Onafhankelijk (PCon/PL)         | 12      | 4,49%      |
| Totaal    | Totaal    | Totaal              |        |                                 | 305     | 100%       |

## Bron
- (es)  Elección Presidencial 1881